# Pargarutan Jae
Pargarutan Jae is een bestuurslaag in het regentschap Tapanuli Selatan van de provincie Noord-Sumatra, Indonesië. Pargarutan Jae telt 1102 inwoners (volkstelling 2010).